# Plan-d’Orgon
Plan-d’Orgon – miejscowość i gmina we Francji, w regionie Prowansja-Alpy-Lazurowe Wybrzeże, w departamencie Delta Rodanu.
Według danych na rok 1990 gminę zamieszkiwały 2294 osoby, a gęstość zaludnienia wynosiła 154 osoby/km² (wśród 963 gmin regionu Prowansja-Alpy-W. Lazurowe Plan-d’Orgon plasuje się na 245. miejscu pod względem liczby ludności, natomiast pod względem powierzchni na miejscu 598.).